# علی درویش‌زاده
علی درویش‌زاده (زادهٔ ۱۳۱۴ در بندر انزلی) استاد دانشگاه، پژوهشگر، زمین‌شناس، از چهره‌های ماندگار علمی و ملقب به پدر علم زمین‌شناسی ایران است.
درویش‌زاده عضو پیوستهٔ فرهنگستان علوم ایران است و سال‌ها ریاست شاخهٔ زمین‌شناسی آن فرهنگستان را به عهده داشته است.

## زندگی‌نامه
در ۱۳۱۴ در بندر انزلی در استان گیلان به دنیا آمد. پس از گذراندن تحصیلات ابتدایی، دبیرستان را با کسب رتبهٔ اول در رشتهٔ علوم طبیعی در دبیرستان فردوسی انزلی به پایان برد. در آن سال‌ها دانشگاه‌ها چنان وسعتی نداشت و تنها دو دانشگاه تازه‌تأسیس تهران و تبریز وجود داشت. به همین دلیل، به تهران مهاجرت کرد و در کنکور دانشگاه تهران ثبت‌نام نمود. او عاشق معلمی بود و دوست داشت معلم باشد و برای رسیدن به این هدف و با توجه به اینکه مدرک دیپلم وی نیز علوم طبیعی بود، در دانشکده علوم دانشگاه تهران در رشتهٔ زمین‌شناسی و زیست‌شناسی و در دانشکدهٔ کشاورزی امتحان داد. در سال ۱۳۳۷ از دانشکدهٔ علوم دانشگاه تهران در رشتهٔ زمین‌شناسی فارغ‌التحصیل شد و همان سال به پیشنهاد استادش یدالله سحابی، در دانشگاه تهران استخدام شد و در سال ۱۳۴۰ موفق به اخذ فوق لیسانس زمین‌شناسی شد. پس از آن به فرانسه رفت و از دانشگاه «کلرمون فران» در گرایش سنگ‌شناسی (پترولوژی) در سال ۱۳۵۰ فارغ‌التحصیل شد و بلافاصله به ایران بازگشت و به‌عنوان استادیار در دانشگاه تهران به تدریس مشغول شد. در سال ۱۳۶۷ برای فرصت مطالعاتی به اتریش سفر کرد و پس از آن کتاب زمین‌شناسی ایران را، که بیشتر اطلاعات آن را از کتابخانه‌های اتریش جمع‌آوری کرده بود، منتشر ساخت. طی سال‌های ۱۳۵۵ و ۱۳۶۳ موفق به گرفتن درجه‌های دانشیاری و استادی دانشگاه تهران شد. در سال ۱۳۷۲ از سوی وزارت علوم تحقیقات و فناوری به عنوان استاد نمونهٔ دانشگاه‌های کشور انتخاب شد و در دورهٔ اول چهره‌های ماندگار در سال ۱۳۸۰، به‌عنوان «چهرهٔ ماندگار علم زمین‌شناسی» معرفی شد.
کتاب‌های اصول آتشفشان‌شناسی و پترولوژی تجربی و کاربردهای آن وی، به‌ترتیب در دورهای اول و هفتم کتاب سال جمهوری اسلامی ایران از طرف وزارت فرهنگ و ارشاد اسلامی به‌عنوان کتاب سال برگزیده شده‌اند.

### برخی تألیفات و ترجمه‌ها
نخستین کتابی که وی منتشر ساخت، کتاب بلورشناسی بود که با زرعیان، از استادان دانشگاه تهران، نگارش شد. پس از آن، در سال ۱۳۵۸ کتاب مبانی زمین‌شناسی را ترجمه کردند که دانشگاه تهران آن را چاپ کرد. سومین کتاب او اصول آتشفشان‌شناسی بود. پس از آن کتاب دیگری در سال ۱۳۶۶ با عنوان کانی‌ها و سنگ‌ها ترجمه کرد که جهاد دانشگاهی آن را چاپ کرد. در سال ۱۳۶۷ کتاب پترولوژی تجربی و کاربردهای آن را تألیف کرد و انتشارات دانشگاه تهران آن را به چاپ رساند. همزمان، کتاب دیگری با نام ناآرامی‌های زمین ترجمه کرد که به دلیل زلزله‌خیز بودن ایران، بسیار مایل بود با زبان ساده مردم را با زلزله، مضرات و شیوهٔ محافظت از جان خودشان و اقداماتی که در حین رخ‌دادن زلزله باید انجام دهند، آشنا سازد. پس از آن، کتاب سنگ دگرگونی که توسط دانشگاه پیام نور به چاپ رسید و به‌عنوان کتاب سال انتخاب شد و کمی بعد به‌عنوان «بهترین کتاب سال دانشگاهی» برگزیده شد. به پاس خدمات او مراسم تکریمی به همت بنیاد نخبگان استان گیلان و دانشگاه آزاد اسلامی واحد لاهیجان در سال ۱۳۹۷ با حضور جمعی از استادان دانشگاه، دانشجویان و استعدادهای برتر برگزار شد.

## آثار
درویش‌زاده درمجموع، تا کنون موفق به تألیف و ترجمهٔ بیش از ۱۸ جلد کتاب با عنوان‌های ذیل شده است:
- بلورشناسی
- مبانی زمین‌شناسی
- اصول آتشفشان‌شناسی (کتاب سال جمهوری اسلامی ایران)
- زمین‌شناسی ایران
- کانی‌ها و سنگ‌ها
- پترولوژی تجربی و کاربردهای آن (کتاب سال جمهوری اسلامی ایران)
- ناآرامی‌های زمین
- ماگما و سنگ‌های ماگمایی
- سنگ‌شناسی دگرگونی
- آتشفشان‌شناسی
- زمین‌شناسی پوسته‌اقیانوسی
- چینه‌شناسی
- دگرگونی و ماگماتیسم ایران
- آتشفشان‌ها و رخساره‌های آتشفشانی
- سنگ‌شناسی آذرین
- تألیف کتب درسی برای دبیرستان‌ها
- نگارش مقالههای علمی متعدد و حضور در سمینارهای علمی و تخصصی بین‌المللی